# HTC HD2
HTC HD2 (повна назва — HTC Touch HD2, модельний номер — T8585, у мережі був відомий як HTC Leo 100) — смартфон, розроблений компанією HTC Corporation, що був випущений під управлінням оперційної системи Windows Mobile 6.5. Його попередником є HTC Touch HD, а наступником — HTC HD7.
Був випущений у Європі у листопаді 2009 року, в Гонконзі — у грудні 2009 року, а у США — у березні 2010 року

## Опис
Це перший комунікатор на платформі Windows phone з інтерфейсом HTC Sense ™. Телефон має графічний чип Adreno 200 з пам'яттю 128 МБ, що підтримує графічні API OpenGL-ES 2.0 і DirectX 9, а також піксельні і вертексні шейдери версії 3.0. Продуктивність чипа становить 22 млн полігонів/с, 133 млн пікселів/с.
Комунікатор HD2 має 4,3-дюймовий сенсорний екран з ємнісним Multi-Touch екраном. Компанія HTC офіційно продає стилус для надання допомоги в навігації по інтерфейсу ОС Windows Mobile, так як деякі додатки для цієї системи розроблялися з розрахунком на управління стилусом, а не пальцями.
На офіційній прошивці користувачеві доступно лише 448 МБ оперативної пам'яті.

## Відео
1. Офіційний відеоогляд HTC HD2 [Архівовано 10 березня 2016 у Wayback Machine.] (англ.)
2. Відеоогляд HTC HD2 [Архівовано 9 грудня 2010 у Wayback Machine.] (англ.)
3. HTC HD2 (огляд) [Архівовано 26 грудня 2017 у Wayback Machine.] (рос.)